# Aloma
Aloma és una novel·la de Mercè Rodoreda i Gurguí publicada l'any 1938, després d'haver rebut el premi Crexells l'any anterior. Es tracta d'una de les poques obres de preguerra de l'autora que no va rebutjar per considerar-la de baixa qualitat, malgrat que ella mateixa va revisar la novel·la a consciència l'any 1968. És una novel·la psicològica, la més important de l'autora, en què es tracten les relacions entre un home madur i una dona jove. Va ser representada pel grup teatral Dagoll Dagom en forma de musical l'any 2008.

## Argument
L'acció té lloc a Barcelona el 1934 i explica la història d'Aloma, una noia adolescent ingènua, tímida, amb poca autoestima i sobretot molt solitària, marcada per l'experiència de créixer sense pares i pel suïcidi del seu germà gran Daniel. Viu amb el seu germà, Joan, la dona d'aquest, Anna, i el seu fill, Dani.
La quotidianitat de l'Aloma es trenca quan el Robert, el germà de l'Anna que viu a Amèrica, ve a passar una temporada a casa seva. Aviat sent per ell una barreja d'atracció i repulsió. Creu que ningú se l'estima i, tot i que està molt confusa, s'enamora d'en Robert. Poc després, el petit Dani es posa malalt i, recomanats pel metge, marxa amb la seva mare a la casa d'uns amics al camp perquè amb el canvi d'aires es recuperi. Mentrestant Joan es mostra bastant despreocupat.
Aloma se sent cada vegada més sola alhora que s'acosta més a Robert: amb ell viu el primer petó i la primera experiència sexual. Aloma viu feliç aquella època d'amor, però pensa que Robert no se l'estima perquè té una altra dona que l'espera al seu lloc de partida. D'altra banda, Joan manté una relació amb Coral, una noia atractiva però superficial i presumida que només busca diners i se n'aprofita. Per ella acaba perdent la casa amb jardí tan estimada per Aloma. La noia farà el possible per recuperar-la i s'humilia davant Coral primer, i de Robert després, per aconseguir els diners. Però no hi ha res a fer i poc temps després han d'anar a viure en un pis.
Amb l'ambient familiar desfet, fracassa la seva relació amb Robert. Aloma espera un fill, però decideix no dir-li res perquè se sent utilitzada per ell quan sap que ha de tornar i no el tornarà a veure més. Aloma fuig del pis on viu per sempre després de la mala reacció d'Anna quan s'assabenta que està embarassada. Pren una decisió madura i valenta: ara té la responsabilitat de tirar endavant amb el seu fill. Aloma deixa enrere els records de la seva infantesa i afronta amb fermesa el futur, ja en el món dels adults.

## Personatges
- Aloma: És el personatge protagonista de la novel·la.[3] És una noia possessiva, gelosa, molt sensible, somiadora i innocent, té moltes ganes de trobar algú que l'estimi, ha viscut moments molt tristos al llarg de la seva vida: la mort dels seus pares i més tard la del seu germà, i amb les conseqüències que tot això pot crear (pobresa, depressions…). Té cabell llarg i negre, és d'estatura normal, però baixeta i és prima. Li agrada molt llegir novel·les romàntiques, i li cau bé molt poca gent.
- Joan: és el germà d'Aloma, el marit d'Anna, el pare de Dani i l'amant de Coral. Es va fer càrrec d'Aloma i Daniel (germà que va morir) quan van morir els seus pares. Segons Aloma el seu germà mai va estimar el seu fill Dani, vivia al marge i no s'adonava mai de res. Joan opina que els llibres van matar el seu germà Daniel. En un temps va estar enamorat d'Anna, però ara pensa que Anna serveix únicament per para-li el plat a taula a les hores de menjar. I prefereix a Coral, perquè és més jove i més graciosa.
- Robert: és el germà gran de l'Anna. Viu a Amèrica i allí hi té una dona. Aloma no ho sap i al final acaba quedant-se embarassada d'ell. Aloma al principi pensava que ell era massa pàl·lid, que tenia la mirada febrosa i que no era gaire més alt que ella, però després a mesura que passava el temps l'estimava més. És molt reservat, i no explica res d'Amèrica.
- Anna: és la dona del Joan i la mare de Daniel. Se sent com una esclava del seu marit, i sent utilitzada. Aloma creu que ella estima més a Dani que l'Anna, també creu que sembla més vella del que és, segurament per les malalties de Dani. Al final del llibre ens diu que a l'Anna, ja li han sortit les seves primeres canes.
- Dani: fill de l'Anna i el Joan, i el nebot de l'Aloma i del Robert. És un nen petit, molt bufó i molt graciós. Es posa malalt i va a la masia d'uns amics a intentar curar-se, però empitjora, aprima molt i acaba morint.
- Coral: és una amiga de la família i l'amant del Joan. Segons Aloma aconsegueix a tots els homes que vulgui només en obrir i tancar els ulls.